# Mörtsjön (Mörlunda socken, Småland)
Mörtsjön är en sjö i Hultsfreds kommun i Småland och ingår i Emåns huvudavrinningsområde. Sjön har en area på 0,0938 kvadratkilometer och ligger 148,2 meter över havet.

## Delavrinningsområde
Mörtsjön ingår i det delavrinningsområde (634374-149702) som SMHI kallar för Mynnar i Nötån. Medelhöjden är 157 meter över havet och ytan är 35,91 kvadratkilometer. Det finns inga avrinningsområden uppströms utan avrinningsområdet är högsta punkten. Skärvån som avvattnar avrinningsområdet har biflödesordning 3, vilket innebär att vattnet flödar genom totalt 3 vattendrag innan det når havet efter 72 kilometer. Avrinningsområdet består mestadels av skog (89 procent). Avrinningsområdet har 1,59 kvadratkilometer vattenytor vilket ger det en sjöprocent på 4,4 procent.